# Jonathan Nuevo i Puig
Jonathan Nuevo i Puig   (1981) és un empresari, gurmet i gastrònom català conegut per la seva tasca de divulgació per mitjà de les xarxes socials a internet dels esmorzars de forquilla i dels establiments que els dispensen. Al seu perfil d'Instagram s'hi poden apreciar, entre d'altres, plats de callos, peus de porc, guisats, truites i carn a la brasa, o darreries típiques com les postres de músic, tot acompanyat d'un porró de vi, per tal d'acabar-ho dient la mítica frase de: «Salut i al lío!».